# Nekyia. Bericht eines Überlebenden
Nekyia. Bericht eines Überlebenden ist ein Kurzroman von Hans Erich Nossack. Der Text wurde 1942/1943 begonnen, 1946 fertiggestellt und erschien ursprünglich 1947 im Verlag von Wolfgang Krüger in Hamburg. Nach dem Wechsel Nossacks zum Suhrkamp Verlag erschien der Roman dort 1961 als Band 72 der Bibliothek Suhrkamp.

## Titel
Nekyia (altgriechisch νεκυία) ist das altgriechische Wort für Totenopfer beziehungsweise Totenbeschwörung, zugleich der Titel des 11. Gesanges der Odyssee, in dem Odysseus am Tor der Unterwelt die Geister der Toten durch ein Blutopfer beschwört, um sie zu befragen.

## Entstehung
Der Roman entstand 1942/1943 parallel mit Hermann Kasacks Die Stadt hinter dem Strom. Nossack schreibt:

„Ende 1942 oder Anfang 1943 schickte ich ihm [Kasack] dreißig Seiten einer Prosaarbeit, aus der dann nach Kriegsende der Roman Nekyia wurde. Kasack forderte mich daraufhin zu einem Wettstreit in Prosa auf. Ich begriff nicht, was er damit meinte; das wurde mir erst sehr viel später klar. Uns beschäftigte damals dasselbe Thema, nämlich das der zerstörten oder gestorbenen Stadt. Heute meint man, daß nicht viel dazugehörte, die Zerstörung unserer Städte vorauszuahnen. Aber daß zwei Schriftsteller vor den Ereignissen die völlig irreale Wirklichkeit, in der wir dann jahrelang zubringen mußten und in der wir uns im Grunde noch jetzt befinden, zu objektivieren versuchten und als die uns gegebene Daseinsform akzeptierten, ist immerhin bemerkenswert.“

Beide Texte erschienen 1947 und zählen zu den ersten literarischen Verarbeitungen des Zweiten Weltkriegs in der deutschen Literatur. Sie haben gemeinsam, dass die existenzielle Erfahrung des Bombenkrieges und der zerstörten Städte nicht direkt wiedergegeben wird, sondern verlagert wird in eine abstrahierte und mythisch überhöhte Traumwelt. Kasacks Roman war einer der ersten großen Erfolge der deutschen Nachkriegsliteratur. Einen dem Kasackschen Roman entsprechenden Erfolg hatte Nekyia nicht. Nossack hingegen gab zu Nekyia ein realistisch-autobiografisches Gegenstück in Form von Der Untergang, in dem Nossacks Erleben der vernichtenden Luftangriffe auf Hamburg 1943 (Operation Gomorrha) als Mischung von Bericht und Essay reflektiert wird.

## Inhalt
Durch seine für den Leser schwer durchschaubare Verschränkung von Erzählebenen und die Ablehnung chronologischen Erzählens gilt Nekyia als Nossacks kompliziertestes Werk.
Zu Beginn des Romans befindet sich der Ich-Erzähler auf einer Hochebene, inmitten von hilflosen Schläfern, die daliegen wie Lehmklumpen. Es regnet. Durch eine nicht benannte Katastrophe haben sich aus dem Erzähler und den Schläfern alle Menschen in Vogelwesen verwandelt. Aber auch die Überlebenden sind nicht unbeschadet geblieben, die einen sind in bewusstlosen Schlaf versunken, der Erzähler hat seinen Namen vergessen und sein Spiegelbild verloren, Symbol des Verlusts seiner Individualität. Diesen Verlust versucht der Erzähler zu überwinden:

„Ich spreche auch nicht mit mir, wie ich das früher zu tun pflegte. Nächtelang ging ich auf und ab und sprach mit mir. Damals hatte ich einen Namen, mit dem ich nicht einig war. Doch nun ist das anders. […] Ich spreche zu einem Wesen, von dem ich glaube, daß es einmal da sein wird. Ich habe die Gewißheit, daß dies nicht nur ein kranker Wunsch ist, meiner Einsamkeit unter den hilflosen Schläfern zu entfliehen. Manchmal steht die Gestalt dieses Wesens schon ganz deutlich vor mir, und ich nenne es: Du.“

Der Erzähler berichtet dann von seinem Aufenthalt in einer namenlosen Hafenstadt, aus der alle Menschen verschwunden sind. In diesen Bericht eingeflochten sind drei Traumerzählungen.
Im ersten Traum ist der Erzähler Teil einer Tischgesellschaft, zusammen mit einer Frau, der Gastgeberin, und seinem „Freund“, der aber eher als sein Gegner erscheint. Joseph Kraus zufolge ist dieser „Freund“, der den Erzähler immer mit „mein Lieber“ anredet, „der rationale Neinsager, der die Visionen und nicht erklärbaren Erlebnisse des Erzählers verspottet, mit einwandfreier Logik widerlegt und doch unrecht hat.“
Man spricht bei Tisch dann über die Erscheinung zweier riesiger Vogelwesen, welche von den Bewohnern der Stadt beobachtet wurden, als diese den Rathausturm umkreisten, und verlangt vom Erzähler, diese Erscheinung zu deuten. In einer Parallelstelle in Der Untergang umkreisen zwei große Vögel den Turm von Sankt Katharinen, was als Omen für die bevorstehende Zerstörung der Kirche und die Vernichtung Hamburgs genommen wird.
Im zweiten Traum verfolgt der Erzähler mit den Augen der Gastgeberin, wie er und sein Freund in einem Krater mit steilen, nicht erklimmbaren Wänden gefangen sind. Unter dem Eindruck, die letzten Menschen zu sein, versucht der Erzähler, aus dem Lehm der Kraterwand eine Frau zu formen, mit der man Kinder zeugen und die Welt erneut bevölkern könnte. Der Vorgang erinnert an die Erschaffung Adams bzw. die des Golems in der jüdischen Mythologie. Als die Frauenfigur erste Anzeichen von Leben zeigt, fällt dem „Freund“ auf, dass sie keinen Nabel hat. Beim Versuch des „Freunds“, ihr mit dem Finger einen Nabel einzubohren, stürzt die Lehmwand ein und der „Freund“ wird verschüttet. Die durch den Einsturz entstandene Öffnung bietet dem Erzähler dann einen Ausweg aus der Gefangenschaft im Krater.
Der dritte Traum handelt von einer Versammlung, in der der Erzähler fünf Männer trifft, nämlich den Vater, den Bruder, den „Meister“, den „dicken Mann“ und den „Urahn“. Durch Parallelstellen aus den Tagebüchern und dem lyrischen Werk Nossacks können diese fünf Personen als künstlerische Vorbilder des Autors entschlüsselt werden. Danach ist beispielsweise die Figur des Vaters an Ernst Barlach angelehnt, der „dicke Mann“ an Georg Friedrich Händel und der „Urahn“ an den griechischen Tragiker Aischylos.
Der Erzähler wird vom Vater beauftragt, die Mutter zu suchen, deren Existenz der Erzähler zuvor verleugnet hatte. Er findet die Mutter, die in einer Binnenerzählung von einem langen, vom Vater geführten Krieg berichtet, in dessen Verlauf er den Erzähler als Soldaten und die Schwester als Braut für einen verbündeten Kriegsherren anfordert. Aus dem Krieg heimgekehrt, wird der Vater von der Mutter ermordet. Diese Familiengeschichte weist offensichtliche Parallelen zur Orestie des Aischylos auf, in dem der aus dem Trojanischen Krieg heimgekehrte Agamemnon von seiner Frau Klytaimnestra ermordet wird. Die Analogie wird allerdings im Text nicht explizit gemacht. Tatsächlich sollte der Titel anfangs Orest sein.
Die Sprache des Textes ist eine gehobene, dem Expressionismus verpflichtete Literatursprache, inklusive dessen Tendenz zu Verallgemeinerung und Überhöhung.

## Rezeption
Man hat die Transposition der Schrecken des Zweiten Weltkriegs in eine Traum- und Mythenwelt sowohl bei Kasack als auch bei Nossack kritisiert. Nossack hat die verfremdende Darstellung damit verteidigt, dass diese unmittelbar nach Kriegsende zur Identitätssicherung und zur Wiederherstellung der moralischen Urteilsfähigkeit notwendig gewesen sei.
Besonders kritisch äußerte sich W. G. Sebald in seinem Essay Luftkrieg und Literatur (1999) über den Roman:

„Auch Nossack verfällt in Nekyia der Versuchung, die realen Schrecken der Zeit durch Abstraktionskunst und metaphysischen Schwindel zum Verschwinden zu bringen. Nekyia ist, genau wie Die Stadt hinter dem Strom, der Bericht von einer Reise ins Totenreich, und wie bei Kasack, so gibt es auch hier Lehrer, Mentoren, Meister, Urahnen und Urmütter, sehr viel patriarchalische Disziplin und sehr viel pränatales Dunkel. Wir sind also mitten in der pädagogischen deutschen Provinz, die von Goethes idealischer Vision über den Stern des Bundes bis zu Stauffenberg reicht und zu Himmler. Wenn dieses Modell einer vor und über dem Staat wirksamen, ein geheimes Wissen hütenden Elite trotz seiner restlosen Kompromittierung in der gesellschaftlichen Praxis nun noch einmal herangezogen wird, um den aus der totalen Zerstörung mit dem blanken Leben Davongekommenen ein Licht aufzustecken über den präsumptiven metaphysischen Sinn ihrer Erfahrung, dann zeugt das von einer tiefen, weit über das Bewußtsein des einzelnen Autors hinausreichenden ideologischen Verbohrtheit, die auszugleichen war nur durch einen unverwandten Blick auf die Wirklichkeit.“

Demgegenüber hat Marcel Reich-Ranicki 1963 die Verlagerung ins Traumhafte verteidigt:

„Leichtsinnig wäre es […] zu glauben, Nossack wolle für das Irrationale oder das Transzendente eintreten. Im
Grunde ist es eher umgekehrt: Um der Realität willen befaßt er sich immer wieder mit Träumen und fordert die Anerkennung ihrer Existenz. Um des Rationalen willen betont er nachdrücklich auch das Irrationale.“

Romana Weiershausen sieht Nossacks Behandlung von Kriegsschrecken durch Traumerzählungen im Kontext der Traumabewältigung:

„Hinsichtlich der Funktion des Traums in literarischen Auseinandersetzungen mit dem Trauma der Heimkehrer ist festzuhalten: Das Motiv des Traums und traumartige Darstellungsweisen können der Unerzählbarkeit des Traumas und der Derealisierungserfahrung der Traumatisierten Ausdruck verleihen. Die Opazität solcher Darstellungsweisen kann aber auch dazu beitragen, ein kollektiv traumatisches Ereignis so zu tradieren, dass es nicht zu spezifisch konkretisiert, sondern für die Erinnerung vieler anschlussfähig gehalten wird.“

## Ausgaben
- Erstausgabe: Nekyia : Bericht eines Überlebenden. Mit einem Nachwort an die Leser von Hartmann Goertz. Krüger, Hamburg 1947.
- Weitere Ausgabe: Nekyia – Bericht eines Überlebenden (= Bibliothek Suhrkamp Band 72). Suhrkamp Verlag, Frankfurt am Main 1961. Aktuelle Ausgabe: Suhrkamp Verlag, Berlin 2016, ISBN 978-3-518-24049-6.
- Französische Übersetzung: Nekyia : Récit d'un survivant. Übersetzt von Denise Naville. Gallimard, Paris 1955.
- Englische Übersetzung: An offering for the dead. Übersetzt von Joachim Neugroschel. Marsilio, New York, NY 1992, ISBN 0-941419-29-0.